# Плечо (часть тела)

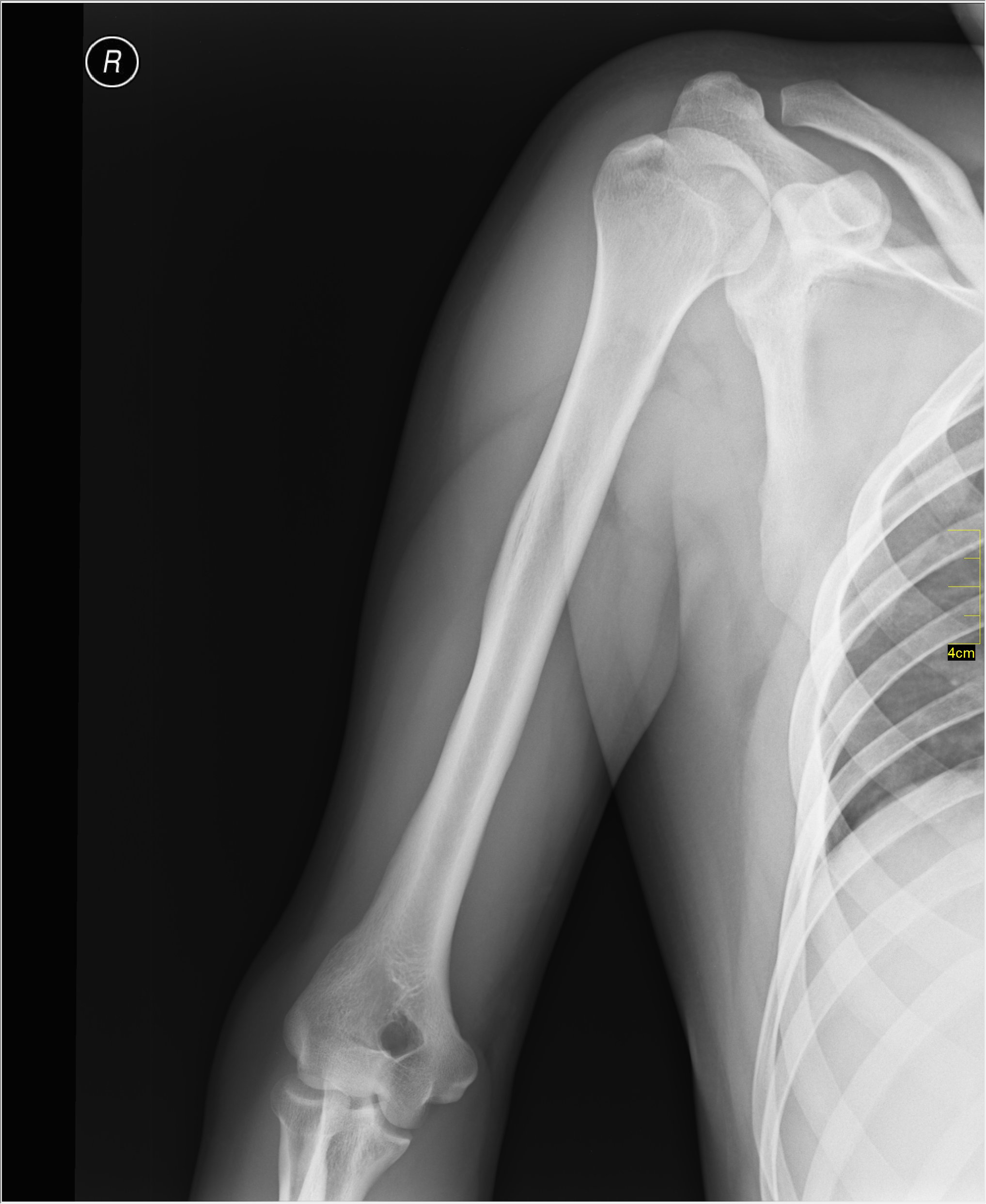
«Плечо» в анатомическом понимании.

Плечо́ (лат. brachium) — отдел верхней конечности. Оно располагается между плечевым поясом и предплечьем, и соединяется с ними посредством плечевого сустава и локтевого соответственно.

## Бытовое и научное названия

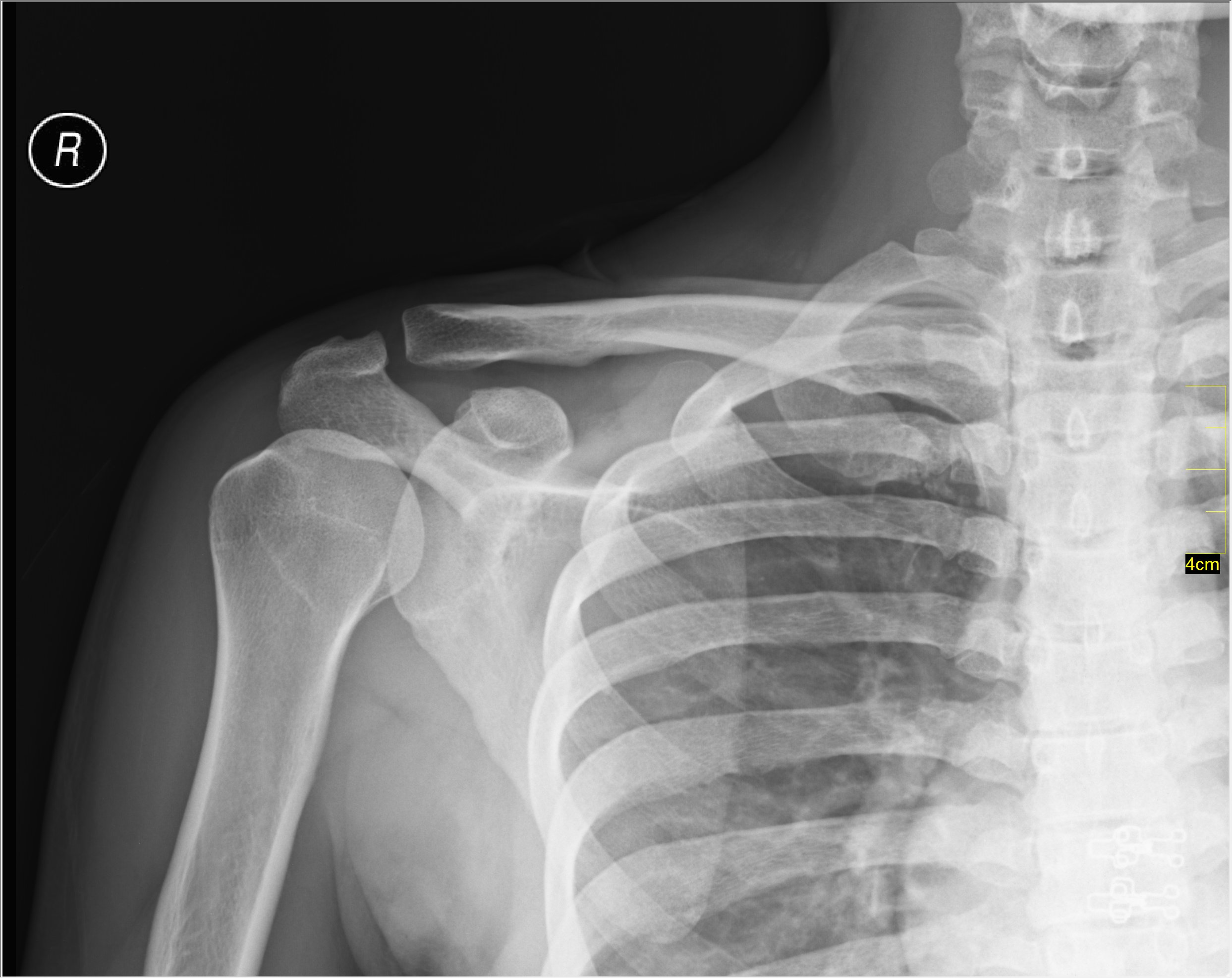
«Плечо» в бытовом понимании (надплечье — в анатомии).

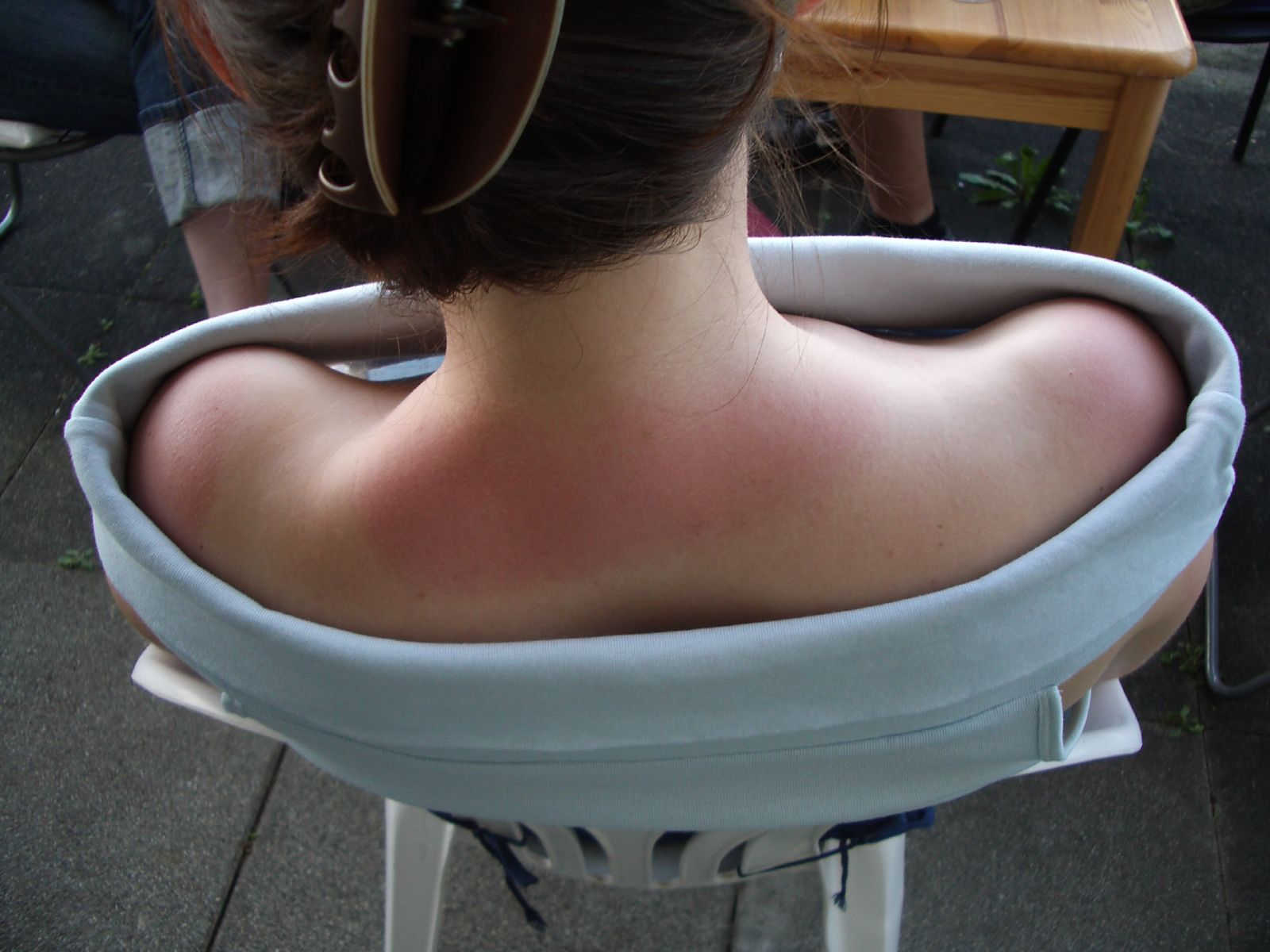
Вид на «сгоревшие» плечи сверху.

В обычном, не анатомическом словоупотреблении под плечом понимается не «верхняя часть руки», а часть туловища от шеи до руки. Анатомически эта часть соответствует плечевому суставу и надплечью, то есть — поясу верхних конечностей.

## Анатомия плеча у человека

### Скелет
Каркасом плеча служит плечевая кость.

### Фасции и связки
Над мышцами располагается фасция, подкожная клетчатка и кожа.

### Мышцы
В области плеча расположено две группы мышц: передняя (состоит из сгибателей) и задняя (состоит из разгибателей руки в плечевом и локтевом суставах).
Передняя группа
| Мышца                     | Начало | Прикрепление                             | Функция                                                                           |
| ------------------------- | --- | ---------------------------------------- | --------------------------------------------------------------------------------- |
| Клювовидно-плечевая мышца | Клювовидный отросток                                                                                               | Передняя поверхность средней трети плеча | Сгибает плечо в плечевом суставе                                                  |
| Двуглавая мышца плеча     | Короткой головкой начинается от клювовидного отростка; длинная головка начинается от надсуставного бугорка лопатки | Бугристость лучевой кости                | Сгибает плечо в плечевом и предплечье в локтевом суставах и супинирует предплечье |
| Плечевая мышца            | От двух нижних третей передней поверхности плечевой кости, от медиальной и латеральной межмышечных перегородок     | Бугристость локтевой кости               | Сгибает предплечье                                                                |

Задняя группа
| Мышца                  | Начало | Прикрепление                     | Функция                                                                    |
| ---------------------- | --- | -------------------------------- | -------------------------------------------------------------------------- |
| Трёхглавая мышца плеча | Длинная головка начинается от подсуставной бугристости лопатки; латеральная и медиальная — от задней стороны плечевой кости и межмышечных перегородок | Локтевой отросток локтевой кости | Разгибает руку в локтевом суставе (а длинная головка — также и в плечевом) |
| Локтевая мышца         | Наружный надмыщелок плечевой кости | Задний край локтевой кости       | Разгибает руку в локтевом суставе                                          |

### Кровеносные и лимфатические сосуды
Внутри мышечного массива и между мышцей и костью залегают глубокие сосуды и нервы. Из кровеносных сосудов: плечевая артерия и плечевые вены. Поверхностные нервы и сосуды располагаются в подкожной клетчатке.

### Нервы
В плече проходят лучевой, локтевой и срединный нервы, поверхностные нервы.

## Физиология плеча у человека
При травмах плеча возможно повреждение нервов и сосудов, а также переломы плечевой кости, наиболее частой локализацией которых является шейка плечевой кости.